# Theodore Abel
Theodore Fred Abel (* 24. November 1896 in Łódź; † 23. März 1988 in Albuquerque) war ein amerikanischer Soziologe polnischer Herkunft.

## Leben und Werk
1922 lernte Theodore Abel in Polen seine spätere Ehefrau, die junge Psychologin Theodora Mead Abel kennen. 1925 wanderte er in die USA aus und studierte an der Columbia University Soziologie, wo er 1929 promoviert wurde. Er lehrte dieses Fach an verschiedenen amerikanischen Universitäten, zuletzt von 1950 bis 1967 als Professor am Hunter College der City University of New York. Seine Hauptforschungsgebiete waren der deutsche Nationalsozialismus, die Soziologie der Konzentrationslager sowie soziologische Theorie und Methodenkritik.
Während eines Forschungsaufenthaltes in Deutschland schrieb Abel 1934 in Zusammenarbeit mit der NSDAP einen Wettbewerb aus, um Lebensgeschichten von Nationalsozialisten zu erhalten, die vor 1933 in die NSDAP eingetreten waren. Er sammelte 683 biografische Berichte, die die Grundlage seiner Untersuchung Why Hitler came into power bildeten. Sie sind heute als Digitalisate bei der Hoover Institution zugänglich. Sven Felix Kellerhoff machte die von Abel gesammelten Erzählungen zum Fundament seines Buches Die NSDAP. Eine Partei und ihre Mitglieder (2017).

## Schriften (Auswahl)
- Why Hitler came into power. An answer based on the original life stories of 600 of his followers. Prentice-Hall, New York 1938.
- The operation called Verstehen. In: American Journal of Sociology. Bd. 54, H. 3 (November 1948), S. 211–218. JSTOR:2770547
- Systematic sociology in Germany. A critical analysis of some attempts to establish sociology as an independent science. Octogon, New York 1965.
- The Foundation of Sociological Theory. Random House, New York 1970.